# Lianpeng (sockenhuvudort i Kina, Hubei Sheng, lat 30,66, long 111,27)
Lianpeng (kinesiska: 联棚乡) är en sockenhuvudort i Kina. Den ligger i provinsen Hubei, i den centrala delen av landet, omkring 290 kilometer väster om provinshuvudstaden Wuhan. Antalet invånare är 13 949. Befolkningen består av 6 837 kvinnor och 7 112 män. Barn under 15 år utgör 10,0 %, vuxna 15-64 år 78 %, och äldre över 65 år 10,0 %.
Runt Lianpeng är det ganska tätbefolkat, med 222 invånare per kvadratkilometer. Närmaste större samhälle är Yichang, 6,7 km norr om Lianpeng. Runt Lianpeng är det i huvudsak tätbebyggt.
Genomsnittlig årsnederbörd är 1 331 millimeter. Den regnigaste månaden är maj, med i genomsnitt 206 mm nederbörd, och den torraste är december, med 14 mm nederbörd.